# Новотор'яльський район
Новотор'я́льський район (рос. Новоторъяльский район, марій. У Торъял кундем) — адміністративна одиниця Республіки Марій Ел Російської Федерації.
Адміністративний центр — селище міського типу Новий Тор'ял.

## Населення
Населення району становить 14589 осіб (2019, 17124 у 2010, 18543 у 2002).

## Адміністративно-територіальний поділ
На території району 1 міське та 4 сільських поселення:
| Поселення                           | Площа, км² | Населення, осіб (2002) | Населення, осіб (2010) | Населення, осіб (2019) | Центр         | Населені пункти |
| ----------------------------------- | ---------- | ---------------------- | ---------------------- | ---------------------- | ------------- | --------------- |
| Новотор'яльське міське поселення    | 8,47       | 7307                   | 6667                   | 5870                   | Новий Тор'ял  | 2               |
| Масканурське сільське поселення     | 199,00     | 1893                   | 1602                   | 1247                   | Масканур      | 32              |
| Пектубаєвське сільське поселення    | 336,36     | 3337                   | 3331                   | 2851                   | Пектубаєво    | 49              |
| Старотор'яльське сільське поселення | 128,86     | 2392                   | 2181                   | 1830                   | Старий Тор'ял | 29              |
| Чуксолинське сільське поселення     | 247,40     | 3604                   | 3343                   | 2791                   | Чуксола       | 40              |

- 1 квітня 2009 року були ліквідовані Великолумарське сільське поселення та Куанпамаське сільське поселення, їхні території увійшли до складу Масканурського сільського поселення; були ліквідовані Єлембаєвське сільське поселення та Шуринське сільське поселення, їхні території увійшли до складу Пектубаєвського сільського поселення; було ліквідовано Токтарсолинське сільське поселення, його територія увійшла до складу Старотор'яльського сільського поселення; були ліквідовані Немдинське сільське поселення та Старокрещенське сільське поселення, їхні території увійшли до складу Чуксолинського сільського поселення[4].

## Найбільші населені пункти
Найбільші населені пункти з чисельністю населення понад 1000 осіб:
| № | Населений пункт | Населення, осіб (2002) | Населення, осіб (2010) |
| - | --------------- | ---------------------- | ---------------------- |
| 1 | Новий Тор'ял    | 7 266                  | 6 635                  |
| 2 | Пектубаєво      | 1 114                  | 1 314                  |